# Сым (приток Косы)
Сым — река в России, протекает в Гайнском и Косинском районах Пермского края. Устье реки находится в 0,9 км по левому берегу реки Коса. Длина реки составляет 52 км, площадь бассейна — 294 км². В 13 км от устья принимает слева реку Чёрная.
Исток реки находится у деревни Анкудиново (Гайнское сельское поселение) и в 6 км к юго-западу от посёлка Касимовка. Река течёт на юго-восток, затем поворачивает на северо-восток. Русло сильно извилистое. В Гайнском районе находится исток и первые километры течения, основное течение в Косинском. В среднем течении протекает чуть северней деревень Порышево и Мыс. Притоки — Пальник-Шор, Дасморта, Чёрная (все — левые). Впадает в Косу у деревни Усть-Коса в девятистах метрах выше впадения самой Косы в Каму. Ширина реки у устья — около 20 метров.

## Данные водного реестра
По данным государственного водного реестра России относится к Камскому бассейновому округу, водохозяйственный участок реки — Кама от истока до водомерного поста у села Бондюг, речной подбассейн реки — бассейны притоков Камы до впадения Белой. Речной бассейн реки — Кама.
Код объекта в государственном водном реестре — 10010100112111100003123.